# Harendotès
Pour les articles homonymes, voir Horus (homonymie) et Horus.
Harendotès est un dieu égyptien.
Ce nom est la forme grecque de l'égyptien Hor-nedj-itef dont il y a plusieurs traductions possibles ; la plus classique est Horus, protecteur (ou sauveur, ou défenseur) de son père. Mais le mot égyptien nedj contient une connotation de piété filiale, de défense des intérêts paternels. La traduction Horus, curateur de son père reprend donc le terme légal.
Il est représenté comme un homme à tête de faucon tenant le sceptre Ouas dans sa main droite et portant la croix Ânkh dans la gauche.
Son centre cultuel d'origine semble avoir été Hiérakonpolis, où l'Horus de Nekhen, dieu local et autre manifestation d'Horus, était également honoré. Forme particulière de l'Horus de Nekhen, il a également été assimilé à Min ; bien qu'il soit le fils d'Isis, Harendotès a été considéré, dans ce sanctuaire, comme l'époux de l'Isis locale et le protecteur des enfants que Min a eu de ses épouses.